# Comité international des Jeux méditerranéens
Pour les articles homonymes, voir CIJM.
Le  Comité international des Jeux méditerranéens (CIJM) est l'organisation des Comités nationaux olympiques qui préside, règlemente, et organise les Jeux méditerranéens. Le CIJM a été créé en 1948, et son siège est situé à Athènes en Grèce. Il est reconnu par le Comité international olympique avec lequel il partage des principes fondamentaux tels que la promotion du sport, la diffusion de l’esprit olympique, le soutien à l'enseignement du sport, et le renforcement des valeurs de paix et de fraternité entre les peuples, en particulier en ce qui concerne les pays du bassin méditerranéen.
Les comités nationaux de 26 pays en font partie, à savoir tous les riverains de la Méditerranée hormis Israël et la Palestine, mais aussi des pays à culture méditerranéenne : Andorre, le Kosovo, la Macédoine, le Portugal, la Serbie et Saint-Marin.

## Membres
- Albanie
- Algérie
- Andorre
- Bosnie-Herzégovine
- Chypre
- Croatie
- Égypte
- France
- Grèce
- Italie
- Kosovo
- Liban
- Libye
- Macédoine du Nord
- Malte
- Maroc
- Monaco
- Monténégro
- Portugal
- Saint-Marin
- Serbie
- Syrie
- Slovénie
- Espagne
- Tunisie
- Turquie

L'admission d'un comité national dans le CIJM doit être approuvé par l'Assemblée générale avec une majorité des deux tiers. Un comité national qui souhaite soumettre sa candidature doit s'adresser au président du Comité par le biais du Secrétariat du CIJM. Il a plusieurs fois été question d'élargir la participation aux Jeux à d’autres pays non-riverains de la Méditerranée, mais qui appartiennent à cette famille sur les plans culturel et historique, comme le Portugal. Le Kosovo entre au CIJM le 30 octobre 2015. Le Portugal devient membre du CIJM le 13 octobre 2017.

## Drapeau
Le drapeau (et le logo) du CIJM représente trois anneaux olympiques blancs qui se reflètent dans l'eau bleue. Ils symbolisent les trois continents côtiers de la Méditerranée (Afrique, Asie, Europe).

## Structures

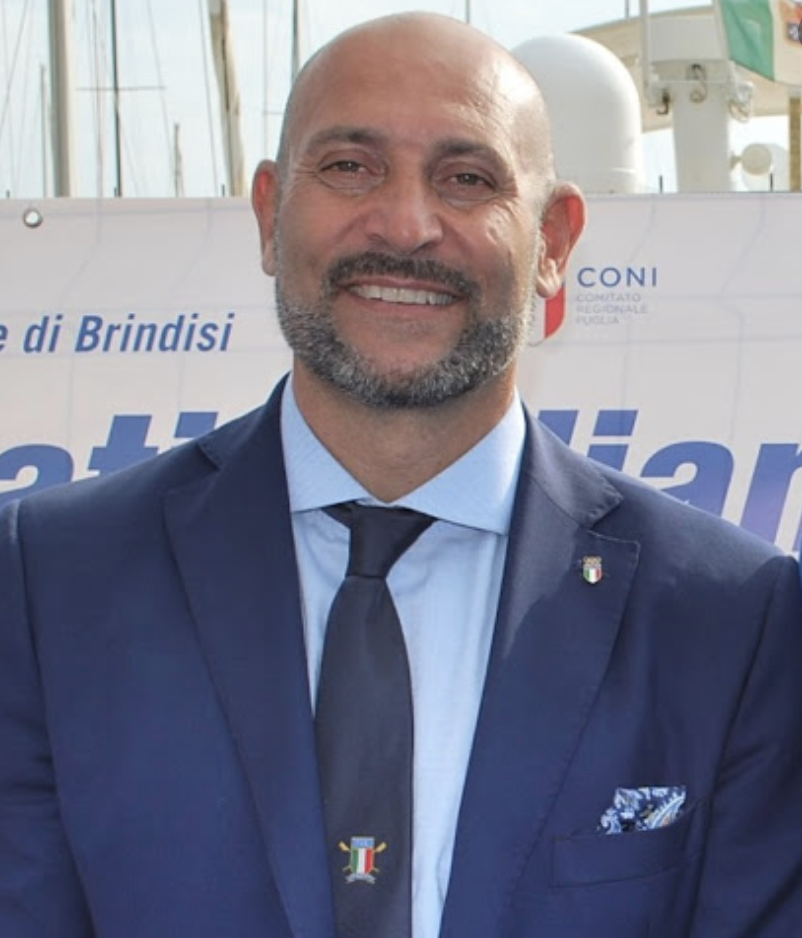
Davide Tizzano, président du Comité International des Jeux Méditerranéens depuis 2021.

Les principaux organes qui composent le CIJM sont:
- l'Assemblée générale
- le Comité exécutif
- le Bureau exécutif
- le Président

| Président           | Davide Tizzano        | Italie   |
| 1er Vice-président  | Mehrez Boussayene     | Tunisie  |
| 2ème Vice-président | Bernard Amsalem       | France   |
| Secrétaire général  | Iakovos Filippousis   | Grèce    |
| Trésorier           | Yiotis Ioannides      | Chypre   |
| Membres             | Ljiljana Ujlaki Subic | Croatie  |
| Membres             | Cayetano Cornet       | Espagne  |
| Membres             | Abderrahmane Hammad   | Algérie  |
| Membres             | Elif Ozdemir          | Turquie  |
| Membres             | Abdellatif Idmahamma  | Maroc    |
| Membres             | Blaž Perko            | Slovénie |
| Membres             | Mohamed Gremida       | Libye    |
| Membres             | Sašo Bertoncelj       | Slovénie |
| Membres             | Souhail Khoury        | Liban    |
| Membres             | Julian Pace Bonello   | Malte    |